# Cima Falkner
Cima Falkner je hora ve Východních Alpách v severní Itálii v provincii Trentino. Je součástí horské skupiny Brenta. Italský alpský klub CAI uvádí nadmořskou výšku 2 999 metrů, německý alpský spolek DAV výšku 2 988 m. Je nejvyšším vrcholem v rozeklaném masivu Grosté, který na severu ohraničuje významný průsmyk Grosté. V siluetě tohoto masivu vyniká mírně výškou, charakteristický je mírný sklon temene klesajícího od jihu k severu spolu s vrcholem sousední Cima Grosté.

## Historie
Patří mezi snadno zdolatelné vrcholy a předpokládají se návštěvy vrcholu již v pravěké době. V novověku vrcholu hory, nazývané tehdy Rocca di Vallesinella, poprvé dosáhl v létě 1882 Alberto de Falkner a Antonio Dallagiacoma. Krátce nato byl vrchol pojmenován po svém pokořiteli. Konec 19. století byl naplněn národnostními třenicemi, což se projevilo i mezi horolezci a horolezeckými organizacemi. Alberto Falkner byl znám jako garibaldista a pojmenování hory po něm okamžitě vyvolalo rakouskou odezvu. Přejmenování Cima Brenta na rakouské Kaiser Franz Josefs Spitze bylo reakcí právě na pojmenování hory Cima Falkner.
Dosažení vrcholu cestou od Rifugio Graffer je možné během tří hodin. Existují ale i trasy vysokých obtížností.   